# U;Nee
U;Nee（ユニ、ハングル：유니、1981年5月3日 - 2007年1月21日）は、大韓民国ソウル特別市生まれの歌手・女優。
本名のホ・ユン（허윤、許允）やイ・ヘリョン（이혜련、李慧蓮）の芸名で活動していた時期もある。「ユニ」は本名（ユン）から取ったもの。
身長167cm、体重48kg。慶熙大学校演劇映画科卒業。

## 経歴
子役時代を経て、1996年にKBSのテレビドラマ『新世代報告書、大人は知らない』で本格的に女優デビュー。2003年以降はセクシー系K-POPシンガーU;Neeとしてアルバムを発表し、『Call Call Call』などのヒットで人気者となる。
2006年からは日本でも六本木ヴェルファーレでライブを行うなど積極的に活動し、プロモーションのため何度も来日。同年2月には日本でシングルを発売し歌手デビュー。夕刊フジが“韓国の倖田來未”とまで評した。
2007年1月21日、仁川広域市の自宅マンションで首をつり死亡しているのを祖母が発見し、警察に通報。警察による捜査も行われ、うつ病による自殺とみられている。25歳没。ネチズンによる中傷（特に整形疑惑）に悩んでいたことが自殺の動機になったのではと一部報道で報じられた。

## 主な出演作

### テレビドラマ
- 新世代報告書、大人は知らない（KBS）
- 王と妃（KBS）- 張緑水役
- かわいい彼女（KBS）

### 映画
- Born To Kill
- セブンティーン
- 疾走

## ディスコグラフィ

### 韓国
- U;Nee Code（1stアルバム、2003年6月リリース）
- Passion & Pure（2ndアルバム、2005年2月リリース）
- Habit （3rd アルバム、2007年2月リリース）

### 日本
- One（1stマキシシングル、2006年2月22日リリース）